# Фигги Хоббин
«Фигги Хоббин: стихи для детей» — детский поэтический сборник, написанный английским поэтом Чарльзом Косли. Сборник впервые вышел в свет в 1970 году. С тех пор он неоднократно переиздавалась, в том числе известная версия, опубликованная в США в 1973 году с иллюстрациями Трины Шарт Хайман. Книга посвящена
художнику Стэнли Симмондсу и его жене Синтии.

## Содержание
Темы стихотворений довольно равномерно распределены между мягким самоанализом и наслаждением случайной бессмыслицей. Стихотворение, из которого книга получила свое название, рассказывает о старом короле Корнуолла, искушенном всевозможными экзотическими блюдами, который раздраженно приказывает своим слугам убрать все это и принести ему то, что он действительно хочет — скромное блюдо Фигги Хоббин. (Фигги хоббин — простое тесто, приготовленное с горстью изюма).

## Стихи
Примечание: данный список стихов напечатаны в американском издании книги. Британское издание может содержать несколько иной сборник стихов.
- Я видел веселого охотника
- Ко мне в сад забралась лиса
- «Кряк!» — сказал козел Билли
- Полковник Фазакерли
- Скажи мне, скажи мне, Сара Джейн
- Когда я спускался зигзагом
- Деревянные бревна
- Старая миссис Штучка-э-э-боб
- Король Фу-Фу
- Райли
- В девять вечера я открыл свою дверь
- Моя мама увидела танцующего медведя
- Фигги Хоббин